# Артур Семюел Браун
Артур Семюел Браун (англ. Arthur Samuel Brown, 6 квітня 1885, Гейнсборо — 27 червня 1944) — англійський футболіст, що грав на позиції нападника, зокрема за «Шеффілд Юнайтед» і національну збірну Англії.

## Клубна кар'єра
У дорослому футболі дебютував 1901 року виступами за команду «Гейнсборо Триніті» з рідного міста, в якій провів один сезон, взявши участь у 3 матчах чемпіонату. 
Звідти був вже наступного року запрошений до «Шеффілд Юнайтед», за яку відіграв шість сезонів своєї ігрової кар'єри. Більшість часу, проведеного у складі шеффілдської команди, був основним гравцем атакувальної ланки команди і одним з її головних бомбардирів, маючи середню результативність на рівні 0,53 гола за гру першості. В сезоні 1904/05 з 22 голами став найкращим бомбардиром Першого Дивізіону Футбольної ліги.
Згодом з 1908 по 1912 рік грав за «Сандерленд» та «Фулгем», а завершив ігрову кар'єру у «Мідлсбро», за який виступав протягом частини 1912 року.

## Виступи за збірну
1904 року дебютував в офіційних матчах у складі національної збірної Англії. За два роки, у 1906, взяв участь у свої другій і останній грі за національну команду.
Помер 27 червня 1944 року на 60-му році життя.

## Титули і досягнення
- Найкращий бомбардир Футбольної ліги Англії (1): 1904/05 (22 голи)